# Giáo hoàng Grêgôriô XIV
Grêgôriô XIV (Latinh: Gregorius XIV) là vị giáo hoàng thứ 229 của giáo hội công giáo.
Theo niên giám tòa thánh năm 1806 thì ông đắc cử Giáo hoàng năm 1590 và ở ngôi Giáo hoàng trong 10 tháng 10 ngày.
Niên giám tòa thánh năm 2003 xác định ông đắc cử Giáo hoàng ngày 5 tháng 12 năm 1590, ngày khai mạc chức vụ mục tử đoàn chiên chúa là ngày 8 tháng 12 năm 1590 và ngày kết thúc triều đại của ông là ngày 16 tháng 10 năm 1591.

## Tiểu sử
Giáo hoàng Gregorius XIV sinh tại Cremona ngày 11 tháng 2 năm 1591 với tên là Niccolò Sfondrati. Ông là Giám mục của Crémone và hồng y của Sainte-Cécile. Năm 1591, chính ông là người xác nhận vạ tuyệt thông Henricô IV, vua nước Pháp và Navarre.
Ông cho quyền được tị nạn trong các toà Khâm sứ Toà Thánh. Bản tính tự nhiên ông là một người thần bí và thiên về việc làm mục vụ hơn là làm chính trị. Ông yêu thương dân chúng là những người được ông bảo vệ và nuôi dưỡng, đặc biệt trong suốt một nạn đói kém. Ông qua đời sau khi mới trị vì được 10 tháng.